# Lubieszewo (województwo pomorskie)
Lubieszewo (niem. Ladekopp) – wieś w Polsce położona w województwie pomorskim, w powiecie nowodworskim, w gminie Nowy Dwór Gdański na obszarze Żuław Wiślanych.

## Historia

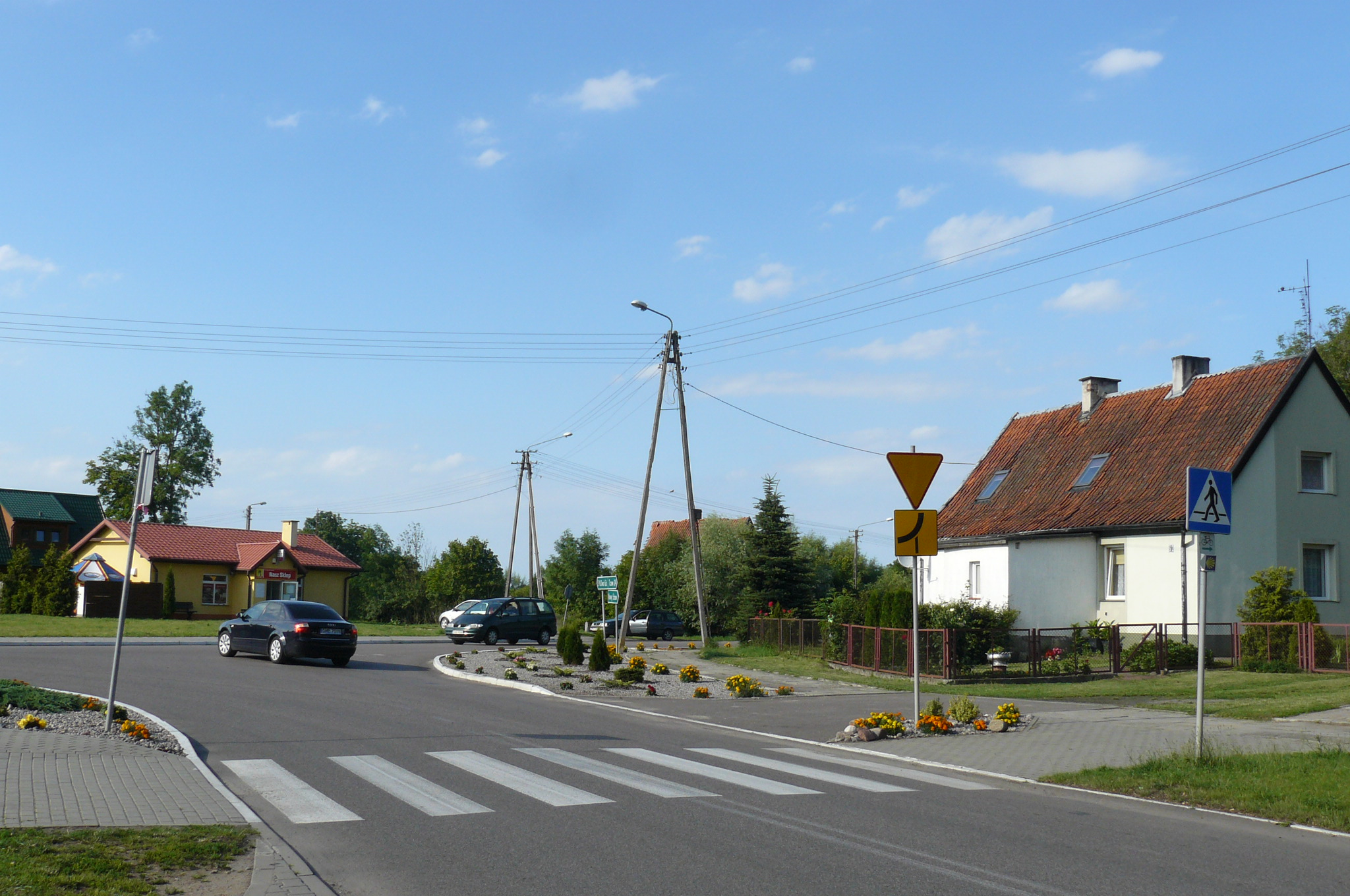
Centrum wsi

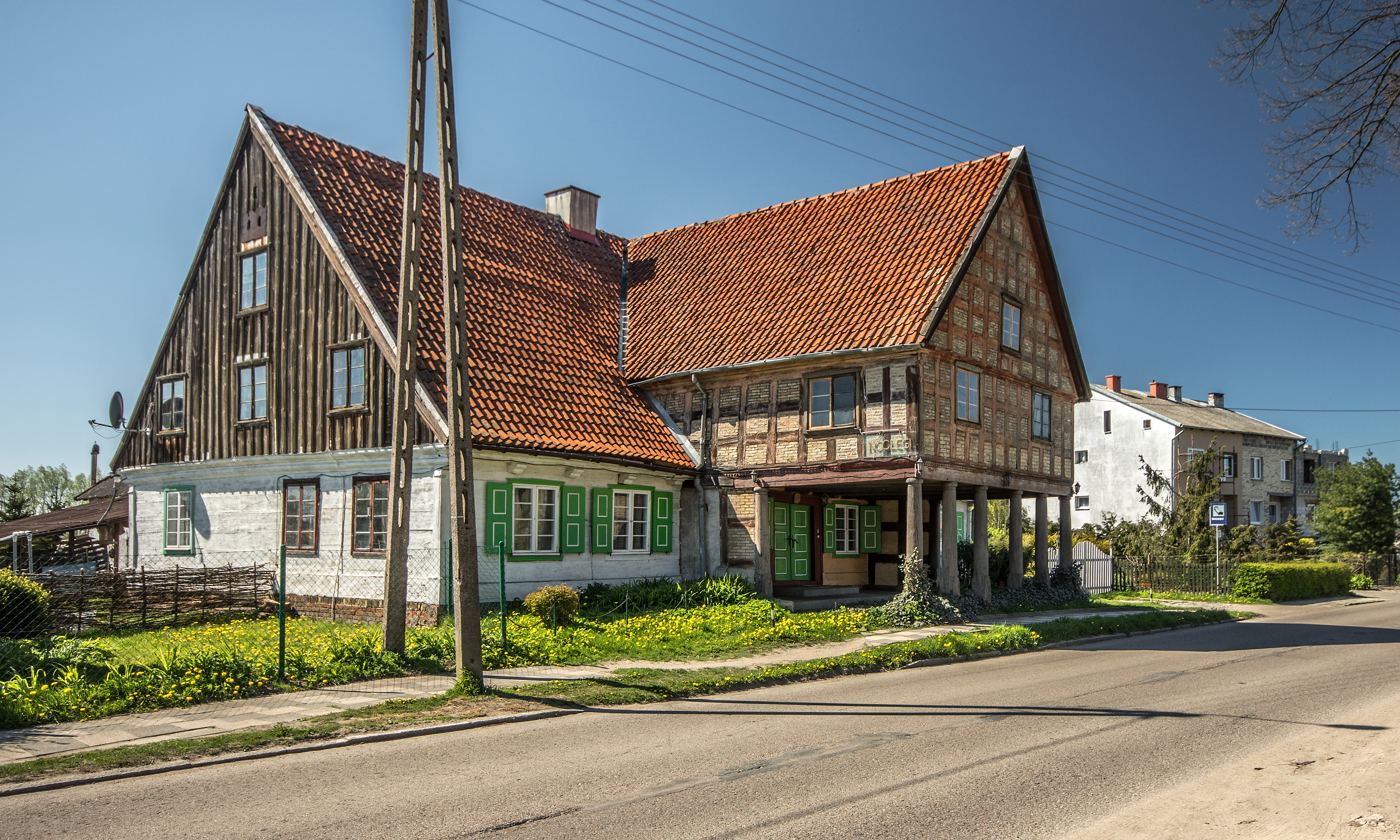
Dom podcieniowy nr 22

Wieś królewska położona była w II połowie XVI wieku w województwie malborskim. W 1768 założono tutaj mennonicki dom modlitwy dla 600 osób.
W 1954 roku miejscowość była siedzibą gminy Lubieszewo. W latach 1954–1968 wieś należała i była siedzibą władz gromady Lubieszewo, po jej zniesieniu w gromadzie Nowy Dwór Gdański. W latach 1975–1998 miejscowość administracyjnie należała do województwa elbląskiego.

## Komunikacja
Wieś leży na szlaku Żuławskiej Kolei Dojazdowej.

## Zabytki
Do wojewódzkiego rejestru zabytków wpisane są:
- kościół parafialny pw. świętej Elżbiety, 2 poł. XIV w., XVI–XIX w.
- dom podcieniowy nr 22, szachulcowy, poł. XIX w.
- dom podcieniowy nr 37, szachulcowy, 1747 r.

## Osoby
Mieszkanką wsi jest była posłanka na Sejm RP – Danuta Hojarska. W 2015 roku została wybrana sołtysem.

## Inne miejscowości
Inne miejscowości z rdzeniem Lubiesz w nazwie: Lubieszyn, Lubieszewo, Lubiszynek Drugi, Lubieszewo Pierwsze, Lubieszynek, Lubiszyn